# El vergonzoso (película)
El vergonzoso es una película de comedia y drama mexicana de 1988, dirigida por Miguel M. Delgado, y protagonizada por Roberto «Flaco» Guzmán, Manuel «Flaco» Ibáñez, Leticia Perdigón y  Rosario Escobar.

## Trama
En una iglesia pueblerina, el sacerdote a cargo y su asistente están ya muy viejos y cierran el orfanato para hijos de madres que emigran para trabajar. Poco después mueren, y el sacristán Pancho se va a la capital, donde la prostituta Rosa, madre de uno de los pequeños de la casa hogar, lo toma como su protector y se enamora de él cuando descubre que tiene un miembro sexual descomunal.

## Reparto
- Roberto «Flaco» Guzmán
- Leticia Perdigón
- Manuel «Flaco» Ibáñez
- Rosario Escobar
- Anamia
- Felipe Arriaga
- José Luis Avendaño
- Queta Carrasco
- Martha Elena Cervantes
- Guillermo de Alvarado
- Rosa María Gallardo
- Princesa Lea
- Miguel Manzano
- Irlanda Mora
- Leopoldo «Polo» Ortín
- Ana Luisa Peluffo
- Juan Peláez
- Guillermo Rivas «El Borras»
- Lizetta Romo
- Wanda Seux
- Alejandra del Moral
- Thelma Dorantes
- Maluz Félix
- Gioconda
- Fernando Loza
- Rudy Majaldy
- Guillermo Martinez
- Antonio Medina
- Lizbeth Olivier